# 篠原麻里
篠原 麻里（しのはら まり、1985年1月7日 - ）は、日本の女性タレント。
東京都出身。Sugar&Spice所属。
NHK教育『天才てれびくん』1996年度 - 1997年度てれび戦士として知られている。

## 略歴
- Sugar&Spiceに所属し、子役モデルとして活動。
- 1995年 - 『NHK紅白歌合戦』では森高千里のバックダンサーとして参加している。
- 1998年 - オフィスマイティー（マイティーリセ）に移籍[1]。
- 2004年 - 芸能界を引退。インディーズバンドmopsy flopsy（後のMichiluca）に加入。
- 2011年5月8日 - 結婚[2]。
- 2011年6月26日 - Michilucaの活動を無期限休止[3]。
- 2014年8月12日 - Sugar&Spiceに再所属。

## 出演

### テレビドラマ
- 天才てれびくんワイド 天ドラ（2002年、NHK教育テレビ）ゲスト・おばけ 役
- ほんとにあった怖い話 第1シーズン第6話「真夜中の白い指」（2004年、フジテレビ）佐藤奈月 役[4]
- 天才てれびくんhello, 電空物語 第47回 - 第48回（2020年10月20日・21日、NHK Eテレ） - カリン 役

### その他のテレビ番組
- 全日本天才キッズ歌謡音楽祭（テレビ朝日）
- 天才てれびくん（NHK教育テレビ）
  - ポコ・ア・ポコ（1995年 - 1996年1月31日） - CHUCHUクラブ
  - てれび戦士（1996年4月8日 - 1998年4月3日）
- 健康こどもっち（1998年4月10日 - 1999年3月27日、NHK BS2）

### CM
- ソニー、ハンディカム
- バンダイ、タッグメーカー
- シェーキーズ
- ピザーラ

## 書籍

### 雑誌連載
- 小学五年生（小学館）

### 機関紙
- クレージュ